# Royal Louis (1759)
Il Royal Louis era un vascello di linea francese a tre ponti da 116 cannoni appartenente alla classe Téméraire, in servizio nella marina francese tra il 1762 e il 1773. Destinato a mostrare sul mare la potanza della monarchia francese non prese parte ad alcuna operazione bellica e passò gra parte della sua vita operativa all'ancora. Fu uno dei rari vascelli a tre ponti costruiti sotto il regno di Luigi XV, un'epoca che, a causa di motivi finanziari, vide gli arsenali francesi costruire per lo più vascelli a due ponti da 64 a 80 cannoni.

## Storia
Il vascello da 116 cannoni Royal Louis, appartenente alla Classe Sans Pareil, fu costruito presso l'Arsenale di Brest su progetto dell'ingegnere Jacques Luc Coulomb, nipote di François Coulomb e futuro ingegnere navale capo (1765). La nave fu ordinata il 1º giugno 1758 e varata nel maggio 1759.
Lo scafo era realizzato in quercia. Il sartiame (alberi e pennoni) erano realizzati in pino, un legno più leggero e flessibile. I supporti per i cannoni e le pompe erano in olmo, le sculture a prua e a poppa in tiglio e pioppo e le carrucole in guaiaco. Gli interni in noce, con le sculture a poppa e a prua erano state realizzate da Caffieri, un illustre maestro scultore la cui famiglia contribuì allo sviluppo della decorazione navale. Le corde e le vele erano in canapa.
Progettata per essere in grado di operare per settimane, se necessario lontano dalle sue basi europee, il Royal Louis aveva una notevole capacità di carico. A bordo vi era una scorta per tre mesi di acqua, e di sei mesi di vino e acqua dolce. Trasportava anche generi alimentari per cinque o sei mesi, ossia diverse decine di tonnellate di biscotti, farina, verdure secche e fresche, carne e pesce salati, formaggio, olio, aceto e sale, per non parlare del bestiame vivo che sarebbe stato macellato con il progredire della campagna navale.
L'armamento era composto da 116 cannoni: trentadue cannoni da 36 libbre sul ponte inferiore (16 portelli per lato); trentaquattro cannoni da 24 libbre sul secondo ponte (17 portelli per lato); trentaquattro cannoni da 12 libbre sul terzo ponte  (17 portelli per lato); sei cannoni da 8 libbre
sul castello di prua; dieci cannoni da 8 libbre sui castelli di prua e poppa. Il peso della bordata era di 1.252 libbre (circa 612 kg) e il doppio se doveva sparare contemporaneamente su entrambe le fiancate. Il munizionamento era composto da diverse decine di tonnellate di palle di cannone piene, palle di rame, colpi a mitraglia e più di 35 tonnellate di polvere da sparo.
Fu messa in servizio l'8 luglio 1762 durante la guerra dei Sette Anni, un conflitto che vide la flotta francese subire pesanti sconfitte. Il ministro della Marina, Étienne François de Choiseul, voleva accrescere il prestigio della flotta lanciando una spedizione contro il Brasile  che ricordasse la vittoriosa spedizione di Duguay-Trouin a Rio de Janeiro nel 1711. La Royal Louis fu naturalmente scelta per guidare la spedizione, seguita da otto navi di linea e dieci navi trasporto truppe. La squadra fu affidata a un marinaio esperto, Louis Joseph de Beaussier de l'Isle, e le truppe a un uomo appena tornato dalle battaglie nell'Oceano Indiano, il Conte d'Estaing. Tutto era pronto quando, nel novembre 1762, la pubblicazione dell'accordo preliminare di pace con l'Inghilterra mise fine al progetto.
L'11 dello stesso mese salpò per una campagna di prova. Le sue qualità nautiche si rivelarono molto mediocri: non fu lontana dal capovolgersi in una burrasca a causa di una significativa mancanza di assetto. Per ovviare al problema, il 20 dello stesso mese si decise di alleggerirla sbarcando la terza batteria. Armata come un flûte con soli cinquantotto cannoni (28×36, 24×24 e 6×8), nel 1763 la Royal Louis condusse una campagna di cinque mesi e otto giorni per dimostrare le sue capacità e rifornire le Isole Sopravento e Santo Domingo.
Come le prime due navi della serie, passò la maggior parte del tempo accanto alla banchina, dove si decompose rapidamente. Il varo della Ville de Paris nel 1764 e della Bretagne nel 1766, navi a tre ponti di dimensioni inferiori ma con qualità nautiche superiori, declassarono parzialmente il Royal Louis. Sottoposto a riparazioni nel 1771, in un momento in cui era quasi impossibile correggere i suoi difetti di costruzione e in cui il Ministero della Marina soffriva ancora una volta a causa di limitati finanziamenti, fu infine radiata l'anno successivo e progressivamente smantellata fino al 1778. Parte dell'alberatura fu recuperata per equipaggiare la Bretagne.

### Annotazioni
1. ↑  Un litro di vino al giorno per uomo. Il vino integrava in gran parte l'acqua che ristagnava nelle botti dopo alcune settimane di navigazione.
2. ↑  All'epoca il Brasile era una colonia del Portogallo, ufficialmente neutrale ma de facto alleato dell'Inghilterra.

### Fonti
1. 1 2  Three Decks.
2. ↑  Roche 2005, p. 223.
3. 1 2 3 4 5 6 7 8  Troisponts.
4. ↑  Meyer, Acerra 1994, p. 90.
5. 1 2 3 4 5 6  Vergé-Franceschi 2002, pp. 1270-1271.
6. 1 2  Acerra, Zysberg 1997, pp. 107-119.
7. ↑  Vergé-Franceschi 2002, pp. 1031-1034.
8. 1 2 3  Vergé-Franceschi 2002, pp. 1486-1487.
9. ↑  Acerra, Zysberg 1997, p. 216.
10. 1 2 3  Lacour-Gayet 1910, pp. 394-395.
11. ↑  Forrer, Roussel 2005, pp. 35-37.